# Jean-Louis Tourteau d'Orvilliers
Pour les articles homonymes, voir Tourteau et Orvilliers.
Jean-Louis Tourteau, marquis d'Orvilliers, né le 28 janvier 1759 à Paris et mort dans la même ville le 30 avril 1832, est un homme politique français des XVIIIe et XIXe siècles.

## Biographie

### Origines familiales
Jean-Louis Tourteau est né en la paroisse Saint-Barthélemy de Paris le 28 janvier 1759. Il est le fils de Jean-Louis Tourteau de Septeuil (1725-1784) et de sa seconde épouse, Marie Coste. Son père est receveur général des finances de Lyon (1775).
Il a un demi-frère aîné, Jean-Baptiste Tourteau de Septeuil, qui est notamment premier valet de chambre de Louis XVI et trésorier général de la liste civile. Son neveu, Achille Tourteau de Septeuil (1787-1861), est chevalier de l'ordre de Saint-Louis, commandeur de la Légion d'honneur. Il fait notamment les campagnes en Allemagne et en Espagne en qualité d'aide de camp du maréchal Berthier et a une jambe emportée par un coup de canon, dans une charge de cavalerie exécutée contre l'armée anglaise, au combat de Fuentes de Oñoro, sur la frontière portugaise, le 5 mai 1811.

### Carrière
Le 8 octobre 1778, il devient conseiller des comptes, aides et finances de Montpellier. Il est fait maitre des requêtes de l'hôtel du roi le 12 juin 1782. Le 14 décembre 1784, il est démis de sa charge de conseiller des comptes, aides et finances. Il est ensuite secrétaire des commandements de Mesdames.
Au début de la Révolution française, il se retire à Boulogne-sur-Mer, il émigre en Angleterre en 1792, puis à Lausanne en avril 1793. Rentré en France, il s'installe à Cruseilles en juin 1795, puis à Trévoux en mai 1796. La loi du 19 fructidor an V il contraint à reprendre le chemin de l'exil. Il emménage en  septembre 1797 à Bâle en Suisse, puis en à Hambourg.
Comme beaucoup d'émigrés, il peut rentrer en France sous le Premier Empire. À la suite d'un partage avec son frère, il obtient tous les biens de sa famille à Coupvray en 1805. La même année, il achète le château de Graville à la famille de Fresnoy. Il est nommé maire de Coupvray en mai 1808, puis membre du collège électoral de Seine-et-Marne en 1810.
Il se rallie aux Bourbon lors de la Restauration. Louis XVIII le fait conseiller d'État honoraire en 1814, puis, après les Cent-Jours, président du collège électoral de Meaux, et pair de France les 26 juillet et 17 août 1815.
Il vote pour la mort dans le procès du maréchal Ney, et se signale à la Chambre par son intolérance royaliste. Il fait quelques rapports sur des questions financières et est l'un des promoteurs de la loi sur le milliard des émigrés. Le titre de marquis est attaché héréditairement à sa pairie le 25 juin 1822, et il est créé officier de la Légion d'honneur, le 22 mai 1825.
À partir du 24 septembre 1823, il siège également au conseil général de Seine-et-Marne. Il préside le collège électoral de Seine-et-Marne entre 1822 et 1823. Le 14 mars 1828, il est nommé président de la commission de surveillance de la caisse d'amortissement et de la caisse des dépôts et consignations.
Il prête serment au gouvernement de Louis-Philippe Ier et siège à la Chambre des pairs jusqu'à sa mort.  
Son petit-fils, Guy de La Tour du Pin (1811-1867), 9e marquis de La Charce (1855), est désigné comme héritier de la pairie de son grand-père le marquis d'Orvilliers par ordonnance royale du 23 décembre 1823.

### Mariage et descendance

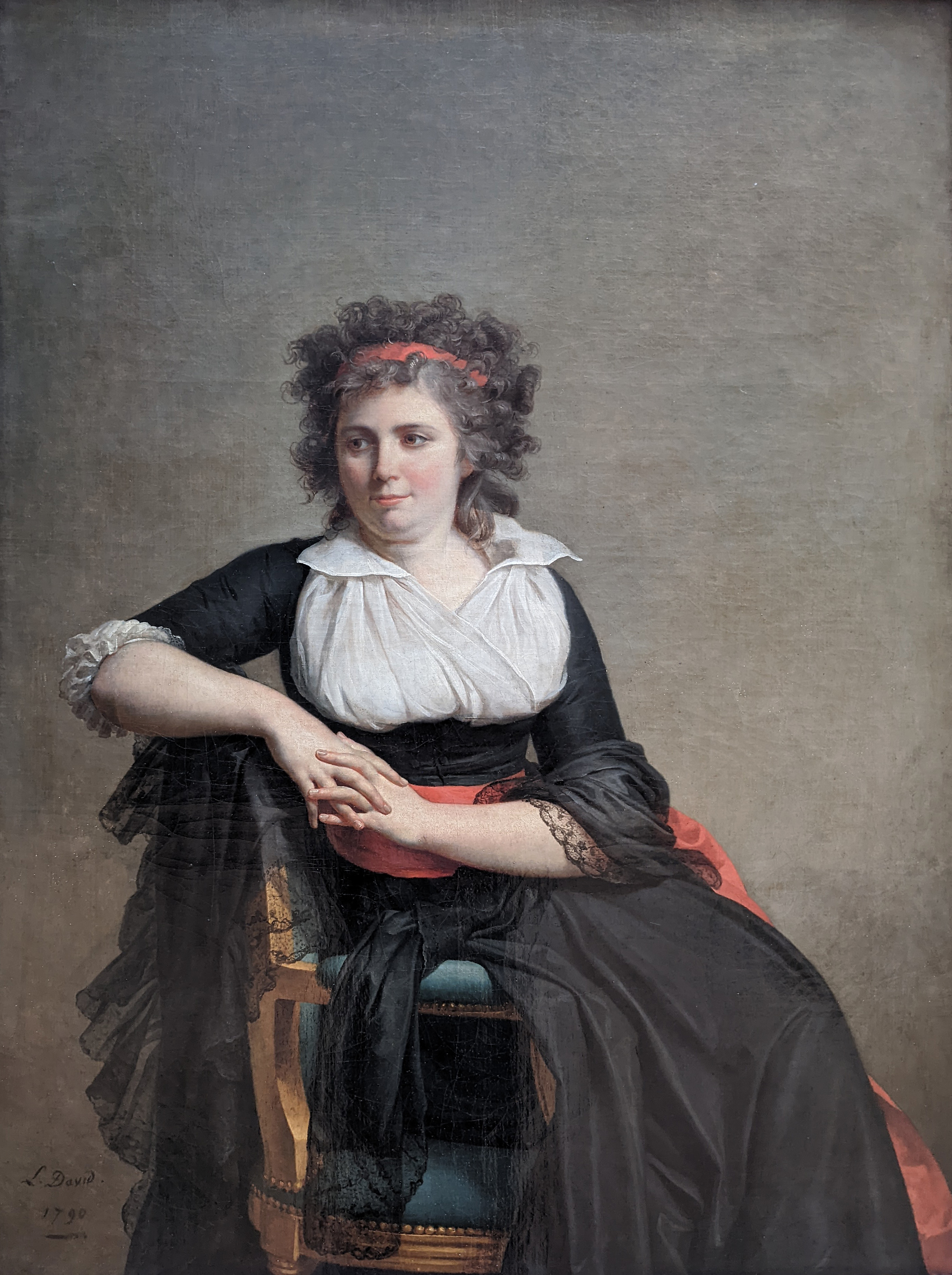
Jacques-Louis David, Portrait de Jeanne-Robertine Rilliet, marquise d'Orvilliers, 1790 (Paris, musée du Louvre)

Il épouse le 24 février 1789 Jeanne-Robertine Rilliet (4 décembre 1772 – Paris, 22 septembre 1862), fille du banquier genevois Jacques Rilliet et de Marguerite Julien. Elle était la sœur de Louise Rilliet, comtesse Thellusson de Sorcy et elle apporte à son époux le château de Morangis. Ensemble, ils ont deux filles :
- Adélaïde Tourteau d'Orvilliers (1791-1862), mariée en 1810 avec Antoine Louis de La Tour du Pin de La Charce (1778-1835), dont postérité ;
- Aglaé Tourteau d'Orvilliers (1792-1868), mariée en 1810 avec Hardouin d'Andlau (1787-1850), dont postérité.

## Fonctions
- Pair de France (17 août 1815) ;
- Conseiller d'État honoraire (5 juillet 1814 - 20 août 1830).

## Titres et honneurs
- Comte d'Orvilliers (31 août 1817) ;
- Marquis d'Orvilliers (25 juin 1822) ;
- Officier de la Légion d'honneur (22 mai 1825).

## Armoiries
| Figure | Blasonnement                                                            |
| ------ | ----------------------------------------------------------------------- |
|        | D'azur à la tour, sommée de deux colombes affrontées, le tout d'argent. |

### Articles liés
- Chambre des pairs
- Jean-Baptiste Tourteau de Septeuil